# Lúcio Orbílio Pupilo
Lúcio Orbílio Pupilo (em latim: Lucius Orbilius Pupillus; 114 a.C. - 14 a.C.) foi um gramático (grammaticus) que ensinou, primeiro em uma escola em Benevento e, em seguida, em Roma, onde o poeta Horácio foi um dos seus alunos. Orbílio tornou-se notório como pedagogo disciplinador. Horácio (Epístolas, II) criticou seu antigo mestre e descreve-o como "plagosus" (um açoitador).